# Prapreče pri Straži
Prapreče pri Straži so naselje v Občini Straža.